# Sacré Cœur (Saint-Leu)

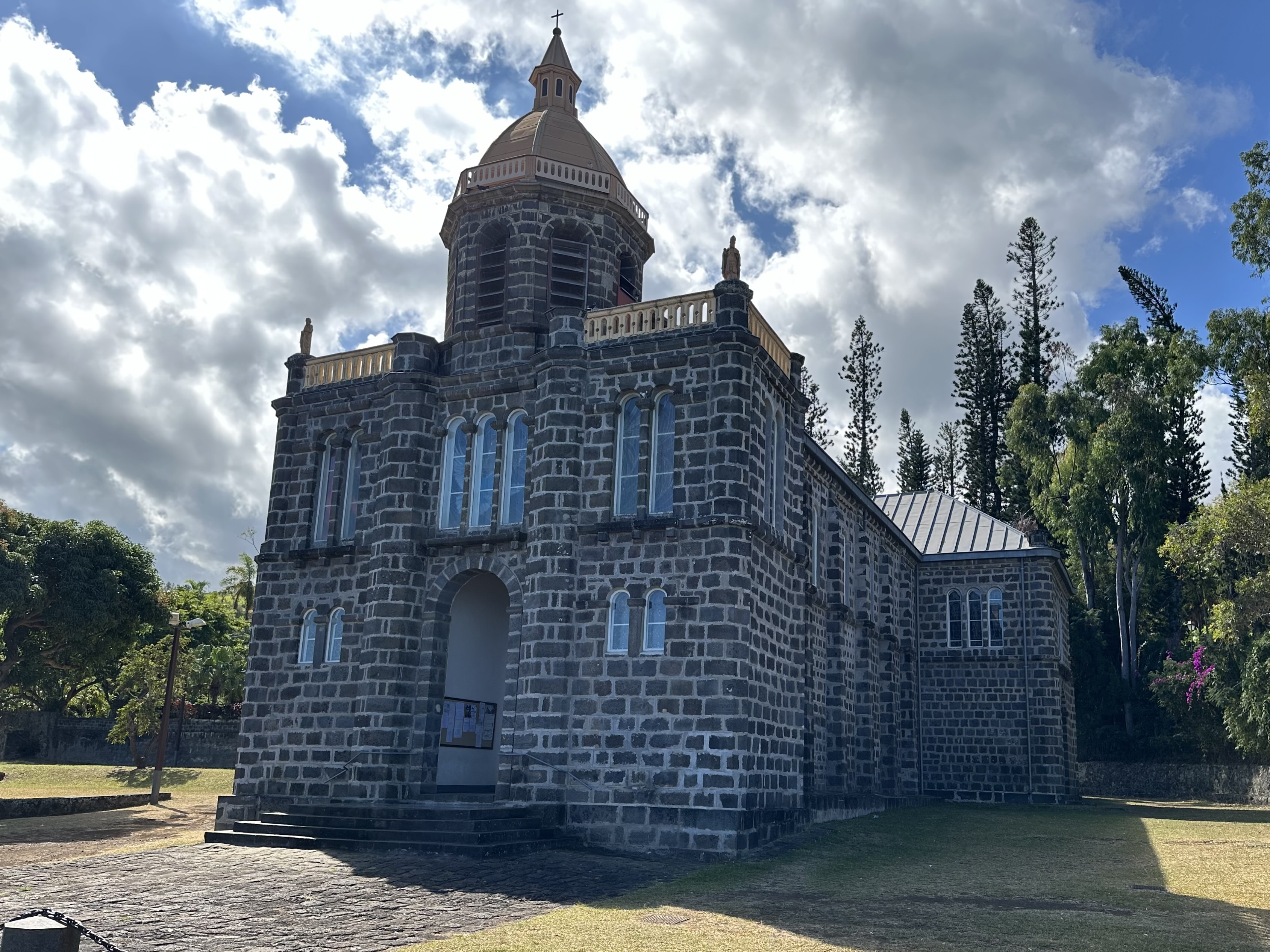
Kirche Sacré-Cœur, 2024

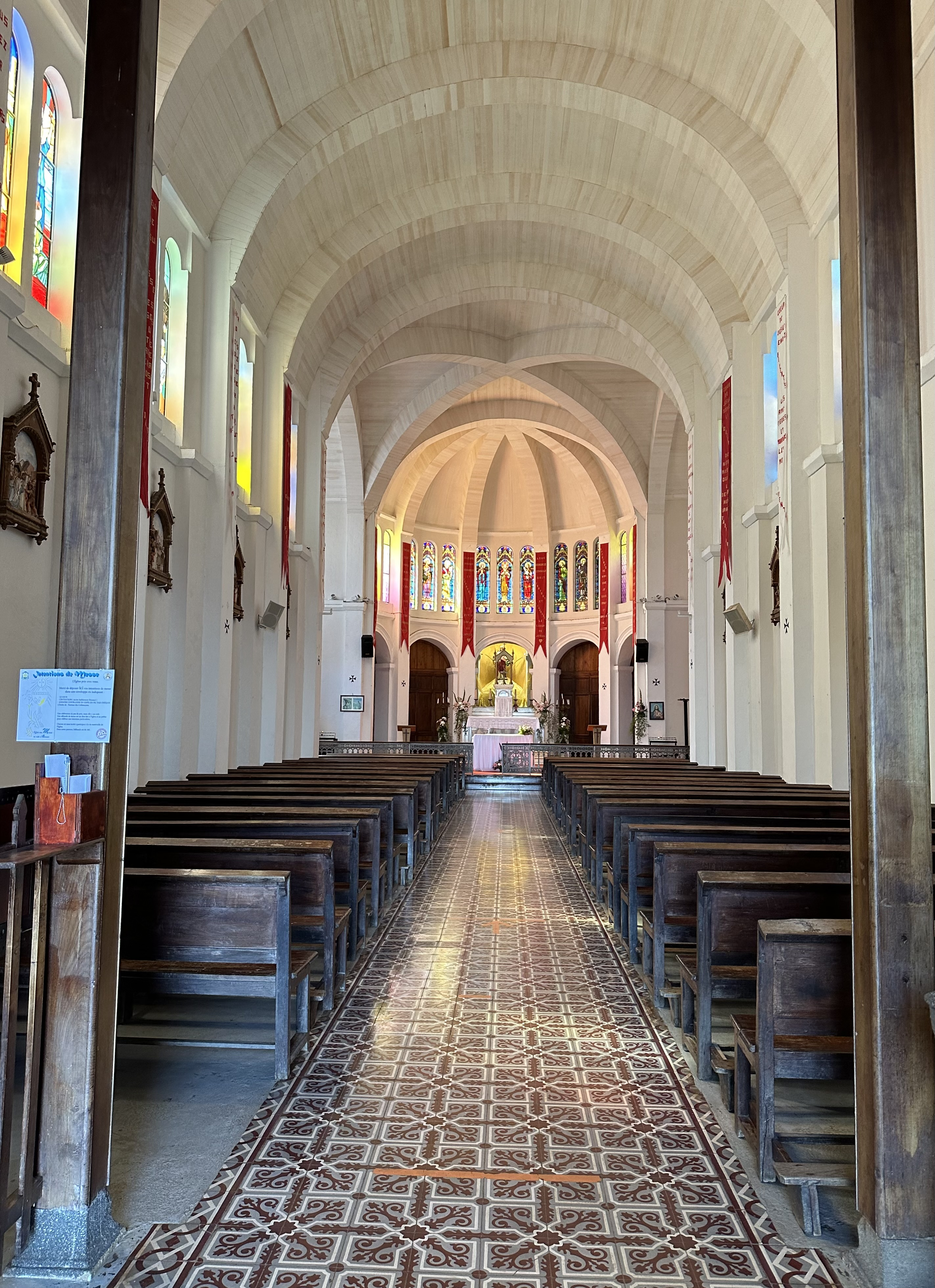
Kirchenschiff

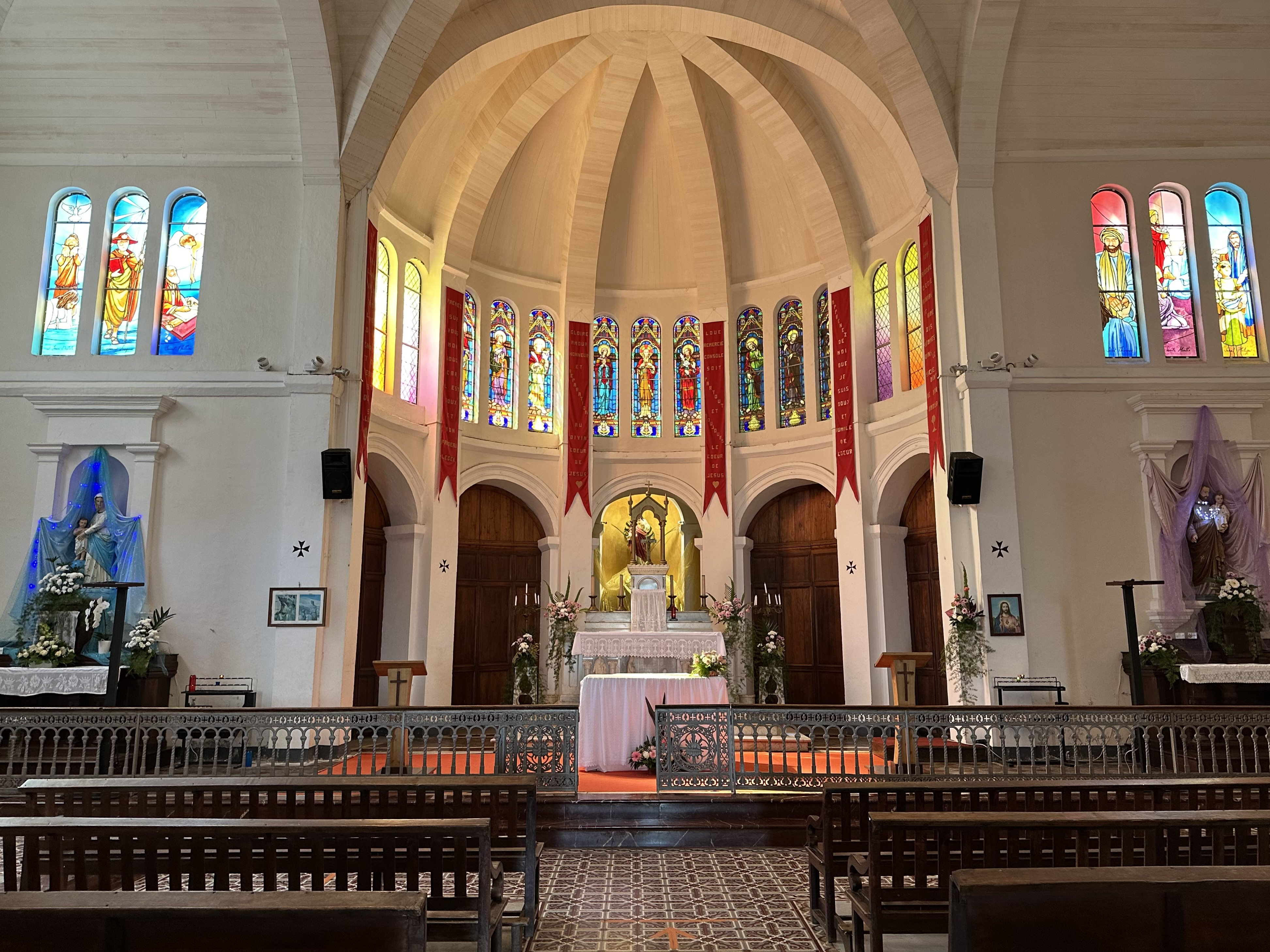
Chor

Sacré Cœur ist eine römisch-katholische Kirche in der Gemeinde Saint-Leu auf der im Indischen Ozean gelegenen französischen Insel Réunion im Bistum Saint-Denis-de-La Réunion.

## Lage
Die Kirche befindet sich westlich des botanischen Gartens Conservatoire botanique national de Mascarin an der Adresse 9, rue du Père-Georges, Les Colimaçons. Die nach Osten ausgerichtete Kirche ist auf einer Geländeterrasse mit freiem Blick auf den westlich befindlichen Indischen Ozean erbaut.

## Architektur und Geschichte
Im Jahr 1860 erwarb Joseph Antoine Sosthènes d’Armand de Chateauvieux ein Haus in Les Colimaçons und errichtete dann unterhalb des Familienhauses die Kirche. Die Pläne fertigte er selbst, die Weihe erfolgte 1866. Der Abschluss der Bauarbeiten erfolgte jedoch erst 1875 mit der Fertigstellung der Kuppel auf dem Glockenturm. Der Grundriss des Gebäudes ist in der Form eines lateinischen Kreuzes mit einer Länge von 40 und einer Breite von 20 Metern angelegt. Errichtet wurde die Kirche mit Basaltsteinen. Die Gestaltung ist eklektizistisch und verbindet Elemente der Neoromanik und der Neorenaissance. Der achteckige Glockenturm ist mittig oberhalb des Westportals angeordnet. 
Sowohl das Kirchenschiff, als auch das Querschiff und der halbkreisförmige Chor ist mit rundbogigen Fenstern versehen, die als Buntglasfenster gestaltet sind. Die Böden sind mit grauem und rosa Marmor aus den Pyrenäen belegt. Auch der Altar ist aus Marmor gefertigt und war von Marquis de Chateauvieux in Auftrag gegeben worden. Chateauvieux wurde in einem Grab am Fuß des Altars beigesetzt.
1928 wurde die Kirche von einem Zyklon schwer beschädigt. Das Dach wurde zerstört, Teile des Mauerwerks stürzten zu Boden. Auch die Buntglasfenster wurden vernichtet. Im Jahr 1930 wurden unter Nutzung der alten Steine die Mauern wieder aufgerichtet. Statt des hölzernern Dachstuhl wurde nun jedoch eine Metallkonstruktion eingebaut. Sie wurde mit Holzlatten verkleidet. Die Böden von Schiff und Querschiff erhielten eine Fliesung mit geometrischen Mustern aus Steinzeug.
Im Jahr 2010 erfolgte eine Restaurierung. Dabei erhielt die Kirche auch 60 neue, Heilige darstellende Buntglasfenster, die von Alban de Chateauviex, einem Nachfahren des Erbauers, geschaffen wurden. Darunter 12 Fenster mit den Wappen der Spender. Bischof Gilbert Aubry segnete die Fenster am 31. Oktober 2015.
Seit dem 5. Juli 1996 ist die Kirche als Monument historique ausgewiesen.